# معاهدة فيينا
معاهدة فيينا، - معاهدة بين النمسا وإيطاليا في 3 أكتوبر 1866 أدت إلى أنهاء الحرب بينهما. وكانت النمسا قد فقدت إقليم فينيتيا لصالح فرنسا ثم لصالح إيطاليا «تحت التحفظ «التشاور حسب الأصول لأخذ موافقة الشعب»».